# Сант'Андреа ин Каприле (Лука)
Сант'Андреа ин Каприле је насеље у Италији у округу Лука, региону Тоскана.
Према процени из 2011. у насељу је живело 86 становника. Насеље се налази на надморској висини од 226 м.